# 外交政策研究所
外交政策研究所（英語：Foreign Policy Research Institute）是位於美國費城的智庫，該智庫的宗旨為致力藉由提供學術見解，提出促進美國國家利益的政策。外交政策研究所專注的領域在於世界各地的地緣政治學、國際關係學、國際安全、美國國內的種族衝突、國家安全、恐怖主義與智庫本身。外交政策研究所出版的內容包括：Orbis (journal)季刊、專題論文與書籍，另外E-Notes （页面存档备份，存于）, FootNotes （页面存档备份，存于）, Geopoliticus: The FPRI Blog （页面存档备份，存于）, The Philadelphia Papers （页面存档备份，存于）, and E-Books （页面存档备份，存于）等平台都有許多頻繁發表的論文著作。

## 研究計畫

### 亞洲
亞洲計畫主要研究在東亞，分析中國與台灣等各個國家和地區的發展歷程，並進行討論，計畫有研討會、美國與亞洲的研究小組、對公眾與教師的教育計畫以及出版研究成果等四項相關聯的措施，計畫重點在於美國、中國與台灣三個國家和地區的國際關係，此外也會討論日本、南韓、東南亞國家、南亞等周邊國家的區域整合問題。

### 智庫與外交政策計畫
智庫與外交政策計畫自1989年起，就已經在國際和平與安全、全球化、國家治理、國際經濟學、環境、資訊與社會、降低貧窮、提倡健康等領域進行國際倡導以彌補知識與政策之間的差距。這項計畫包括世界各地的大學學者、智庫計畫執行者，以協助建立區域、擴及全球的國際政策機構網路與社群，並增進制定政策、強化世界各地的民主機構與公民社會，計畫總監是James McGann。